# Pac-Man
Pac-Man (パックマン Pakkuman) er et af de tidligste computerspil som blev udgivet i 1980 og stammer oprindeligt fra Japan. I spillet er man en lille gul cirkel (en "ost"), der skal spise små gule oste, løbe rundt i en labyrint og flygte fra spøgelser. Hvis spøgelserne fanger pac-man mistes et liv. Man har normalt 3 liv. Dog er der normalt i hvert hjørne et "Bonus-bær" (en Power Pellet), som giver pac-man nogle sekunder til at fange spøgelserne i og få ekstra point. Spillet er bygget op omkring 'levels'. Når alle små gule oste er spist af pac-man, avancerer spilleren til næste 'level'. Her er labyrintens udformning den samme, men spøgelsernes jagt på pac-man bliver intensiveret. Ligeledes er varigheden af "Bonus-bærenes" effekt aftagende jo højere level spilleren har nået.
De små spøgelser, der jagter Pac-man rundt i labyrinten er navngivet: Turkis: 'Inky', Lyserød: 'Pinky', Rød: 'Blinky' og Orange: 'Clyde'.
Oprindeligt skulle spillet hedde "puck-man", men den ide kom man væk fra, da man ved at kradse lidt i p'et kunne lave navnet om til et bandeord. I nyere tid har Namco uden større succes forsøgt at lave en lignende 3-D-udgave.
I de nyere tider er der blevet lavet udgaver hvor Pac-Man har ben, arme, ører og næse. I nogle af disse udgaver har Pac-Man, kone, børn, venner og hund, disse hedder: Ms. Pac-Man, Pac Jr., Baby Pac, Chomp Chomp, Pooka og Professor Pac.

## Udgivelser
- Pac-Man (tv-serie)
- 1999: Pac-Man World
- 2002: Pac-Man World 2
- 2005: Pac-Man World 3
- 2006: Pac-Man World Rally